# Финслер, Ганс
Ганс Финслер (нем. Hans Finsler; 7 декабря 1891, Хайльбронн — 3 апреля 1972, Цюрих) — швейцарский мастер фотографии, представитель художественного направления Новая вещественность.

## Жизнь и творчество
Г.Финслер в 1911—1914 годах изучает архитектуру в Мюнхене и Штутгарте, с 1915 по 1919 — историю искусств в Мюнхене и Берлине. В период с 1922 по 1932 работает библиотекарем в школе прикладного искусства в Халле (Саксония-Анхальт), в которой в 1927 году создаёт класс профессиональной фотографии. В 1929 году принимает участие в выставке «Фильм и фото» в Штутгарте, принесшую ему известность.
В 1932 году Г.Финслер начинает работать преподавателем в школе прикладного искусства в Цюрихе, и создаёт там первый класс профессиональной фотографии, из которого вышли многие знаменитые фотомастера. Вскоре он открывает собственное фотоателье. Многие знаменитые марки продуктов и изделий швейцарского производства получили известность благодаря замечательным фотографиям Г.Финслера, сумевшем мастерски отобразить то, называется в обиходе «швейцарским качеством». В 1939 году участвует с многими своими фотографиями в Швейцарской национальной выставке. В период с 1946 по 1955 год занимал пост председателя Швейцарского союза деятелей искусств (Schweizerischer Werkbund). Преподавание оставил в 1957 году.